# Alonso Espeleta
Alonso Espeleta (Durango; 26 de julio de 1988) es un actor mexicano. Más conocido por interpretar a "Luis Mercenario" en la telenovela “Pecados ajenos” de la cadena Telemundo.

## Telenovelas
- Rosario Tijeras (telenovela mexicana) (2016) - Chávez
- El Dandy (2015) - El Huesos
- Amor Cautivo (2012) - Diego del Valle
- Cielo Rojo (2011) - Andrés Rentería - "Andrés Joven"
- Secretos del alma (2008–2009) - Nico
- Pecados ajenos (2007–2008) - Luis Mercenario